# Hulakoppa, Kalghatgi
Hulakoppa là một làng thuộc tehsil Kalghatgi, huyện Dharwad, bang Karnataka, Ấn Độ.